# Коллегия адвокатов
Коллегия адвокатов  — адвокатское образование (статья 123.16-2 ГК РФ), учрежденное на основе Федерального закона «Об адвокатской деятельности и адвокатуре в Российской Федерации» №63-ФЗ от 31.05.2002 г., одна из четырех форм адвокатских объединений, предусмотренных в Российской Федерации (наряду с адвокатским кабинетом, адвокатским бюро и юридической консультацией).
Коллегия адвокатов может быть создана двумя и более адвокатами и представляющая собой некоммерческую организацию в организационно правовой форме коллегии адвокатов. Действует образование на основании учредительных документов, устава и учредительного договора, заключенных её учредителями. Они обязательны для исполнения всех членов коллегии. Учредителями и членами Коллегии адвокатов могут быть только те адвокаты, сведения о которых внесены в один региональный реестр. Имущество и денежные средства, внесенные учредителями в качестве вкладов, принадлежит организации на праве собственности.
Коллегия адвокатов не может преобразовываться в какую-либо коммерческую или некоммерческую организацию, кроме преобразования в адвокатское бюро.

## Создание коллегии адвокатов
Коллегия адвокатов приобретает права юридического лица с момента государственной регистрации. После ее прохождения, необходимо направить в адвокатскую палату заказное письмо с уведомлением об учреждении организации, сведениями об учредителях, месте нахождения коллегии, порядке осуществления телефонной, почтовой и иной связи между советом адвокатской палаты и коллегией.
Устав должен содержать:
- наименование и место нахождения коллегии адвокатов;
- предмет и цели деятельности организации;
- источники образования имущества коллегии и направления его использования;
- порядок управления коллегией и сведения о её филиалах;
- порядок реорганизации и ликвидации коллегии;
- порядок внесения в устав изменений и дополнений.

По всему миру, и в частности в России, большое количество адвокатов объединяется в коллегии, для совместной и комплексной правовой деятельности.
Кроме прочего, Коллегия адвокатов выступает в роли налогового агента по полученным доходам в связи с осуществлением адвокатской деятельности адвокатов-членов коллегии, а также в качестве представителя по расчетам с доверителями и третьими лицами, и по другим вопросам, предусмотренным учредительными документами организации.

«Адвокатура — искусство обеспечения человечности всеми законными способами»— Анастасий I, византийский император

## Филиалы
Коллегия адвокатов может создавать филиалы не только на территории России, но и в любом месте иностранного государства (если это не запрещено законодательством соответствующего иностранного государства). Адвокаты филиалов являются членами коллегии, создавшей данный филиал. Сведения об адвокатах филиала, расположенного на территории РФ, вносятся в региональный реестр субъекта, на территории которого создан филиал, а об адвокатах филиала, учрежденного на территории иностранного государства, — в региональный реестр субъекта России, на территории которого учрежден головной офис коллегии. Отличие коллегии адвокатов от бюро, в том, что адвокаты коллегии остаются полностью независимыми и действуют самостоятельно, в то время, как адвокаты бюро формально действуют сообща, и соглашение с доверителем заключенное с одним адвокатом, действует и в отношении других адвокатов.